# Gonzalo Higuaín
Gonzalo Higuaín, teljes nevén Gonzalo Gerardo Higuaín (Brest, Franciaország, 1987. december 10. –) argentin labdarúgó. Korábban az argentin labdarúgó-válogatott tagja volt, francia állampolgársága miatt 2006 végén felmerült, hogy a francia válogatottban is játszhatna.

## A kezdetek
Higuaín 1987-ben, a franciaországi Brest-ben látta meg a napvilágot, amikor a szintén labdarúgó édesapja, a francia útlevéllel is rendelkező Jorge "El Pipa" Higuaín a Stade Brestois 29 csapatában profiskodott. Ennek köszönhetően Gonzalo kettős állampolgár, azzal együtt is, hogy édesapja egy év elteltével visszatért Argentínába, a River Plate csapatához. Természetesen anyanyelve sem francia, sőt, legközelebb csak 10 esztendő múlva, a világbajnokságot megtekinteni repült vissza szülőföldjére. A Higuaín-fiúk, Gonzalo és bátyja, Frederico a River Plate-ben kezdtek el futballozni. Kettejük közül az apja, Pipa után csak Pipitának becézgetett, fiatalabb Gonzalo bizonyult tehetségesebbnek.

## Klubkarrierje

### River Plate
Eleinte az River Plate utánpótlás csapatában szerepelt, a nagy csapatban 2005. május 29-én mutatkozhatott be a Gimnasia La Plata elleni elveszített bajnokin. Edzője, a klub egykori legendás védekező középpályása, Leo Astrada a második félidőben küldte be őt a pályára, ahol a csatársorban együtt szerepelhetett a két Higuaín. 2006. február 12-én szerezte első liga gólját a Banfield elleni mérkőzésen, amit végül csapata 3-1-re nyert meg.

### Real Madrid

#### 2006–2007
2007-ben Fabio Capello figyelt fel a tehetséges csatárra, akit a királyi klub le is igazolt 13 millió euróért. 2007. január 11-én mutatkozott be új csapatában a Betis ellen, a Spanyol kupában. A bajnokságban 3 nappal később, 2007. január 14-én debütált a Zaragoza ellen hazai pályán. Az első gólját Real mezben február 24-én szerezte a madridi derbin, az Atlético Madrid ellen. Szerzett egy rendkívül fontos gólt az Espanyol ellen a bajnokságban. A 89. percben rúgott góljával a Madrid 4-3-ra nyert a kisebbik barcelonai csapat ellen, ezzel életben tartva bajnoki reményeit a csapatnak.

#### 2007–2008
A szezon nagy részében még csere volt, de a hajrában egyre többször volt a kezdőcsapat tagja. Ebben a szezonban rúgta első gólját a Barcelona csapata ellen, 2008. május 8-án, amelyet a Madrid 4-1-re nyert meg. Egy emlékezetes gól ez, hiszen becserélése után 57. másodpercben talált be a katalán kapuba. Az Osasuna ellen Robbennel megfordították, majd megnyerték a meccset, ami 31. bajnoki címet jelentette a Realnak. Az olimpiai győztes argentin csapatból is csak egy egy sérülés miatt maradt ki.

#### 2008–2009
Ebben az idényben már alapembere a klubnak és 11 gólpassza mellett 22 góljával házi gólkirály lett a bajnokságban, minden versenykiírást tekintve 24 gólig jutott. A legjobb meccsén az ő 4 góljával győzött a Real 4-3-ra a Málaga ellen. Ebben az idényben is szerzett egy fontos "last minute" gólt. Ezt a Getafe ellen rúgta a mérkőzés lefújása előtt nem sokkal, aminek köszönhetően 3-2-re győzött a Madrid a kis Madrid ellen, így maradt még remény a bajnoki cím megszerzésére. Nem sokkal később következett a Barca elleni csúcsrangadó, aminek tétje óriási volt: ha a Real veszít, szinte biztosan a Barcelona a spanyol bajnok. A mérkőzést végül a Barcelona nyerte, rendkívüli fölényben: 6-2-re győzött a Bernabeu stadionban. Csapata első gólját Higuaín szerezte. A Juventus 25 millió eurós ajánlatot tett Higuaínért, de a Madrid természetesen nem fogadta el az ajánlatot.

#### 2009–2010
Karim Benzema érkezése miatt a padra szorul, Manuel Pellegrini csak csereként számít rá a szezon első hónapjaiban. Idővel azonban - Benzema gyenge produkciója miatt - ismét a Madrid kezdőcsatára, 27 góllal zárja a bajnokságot, megelőzve Cristiano Ronaldót, aki "csak" 26 gólt szerzett. A bajnoki góllövőlistán végül a második helyen végzett Lionel Messi mögött. Összes gólját tekintve 29 találattal fejezte be a szezont.

#### 2010–2011
2010 júniusában a vezetőség meghosszabbítja Pipita szerződését, mely szerint 2016-ig a Real Madrid játékosa. José Mourinho érkezésével egy új Real Madrid épülése veszi kezdetét. 2010. október 23-án a Racing Santander elleni bajnokin Higuaín szerzi a Real Madrid 5200. bajnoki gólját. A Bajnokok Ligájában szintén az ő nevéhez fűződik egy különleges adat: ő szerzi a Madrid 700. Bajnokok Ligája gólját. Mourinhonál kezdőként játszik a szezon elején, egészen decemberig, ahol egy súlyosabb hátsérülés miatt majdnem félévet kénytelen kihagyni. 2011. január 11-én Chicagoban műtik meg. 2011. április 23-án tér vissza - nem is akármilyen módon: 3 gólt szerez a Valencia ellen a Mestalla-ban.

#### 2011–2012

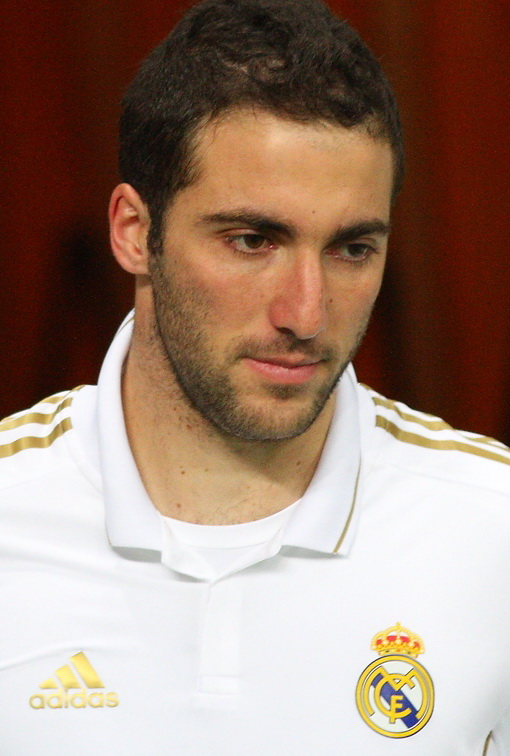
2012-ben

Ezt a szezont ismét a padon kezdi, Benzema élvezi a portugál mester bizalmát, azonban Higuaín csereként is szép számmal termeli a gólokat. Első gólját szeptember 10-én a Getafe ellen szerzi. Október 2-án megszerzi első mesterhármasát a szezonban, az Espanyol elleni, 4-0-ra megnyert bajnoki mérkőzésen.

#### 2012-2013
Az első három fordulóban egyaránt betalált a Valencia, a Getafe és a Granada ellen.
Addigi tíz bajnokiján hétszer talált be, sérülése után 2013 januárjában tért vissza az idegenbeli, Valencia fölött aratott 5-0 arányú siker során egy góllal.
A február 23-án, a Real Madrid legszerencsétlenebb helyszínének tartott Riazor Stadionban rendezett Deportivo elleni bajnokin a 88. percben talált be, ezzel eldöntve a 2-1-es végeredményt hozó mérkőzést, valamint megszerezve 100. La Ligás találatát.
A hazai pályán a Mallorca ellen március 16-án rendezett fordulóban kétszer betalált, a csapat első és negyedik gólját szerezte. A végeredmény 1-2-es félidő után 5-2 lett.

### SSC Napoli
2013. július 24-től hivatalosan a Napoli játékosa, 42 millió euróért.

### Juventus
2016. július 26-án a Juventus bejelentette, hogy 90 millió euróért megszerezte Higuaínt a nápolyiaktól. A torinóiak klubcsúcsot, és olasz átigazolási rekordot jelentő összeget fizettek ki az argentin támadóért, aki  ötéves  szerződést írt alá.

### Chelsea
2019. január 23-án a Chelsea vette kölcsön a szezon hátralevő részére.

## Sikerei, díjai
- Real Madrid:
  - Spanyol bajnokság: 2006–07, 2007–08; 2011–12
  - Spanyol kupa: 2010–11
  - Spanyol szuperkupa: 2008, 2012
- SSC Napoli:
  - Olasz kupa: 2013-2014
  - Olasz szuperkupa (1): 2014
  - Seria A: gólkirály (36 gól): 2015-16
- Válogatott:
  - labdarúgó-világbajnokság: 2014: döntős
  - Copa América : 2015: döntős, 2016: döntős

## Pályafutása statisztikái

### Klub szinten
2018. április 28. szerint.
| Klub             | Szezon           | Bajnokság       | Bajnokság | Kupa            | Kupa  | Európa          | Európa | Egyéb           | Egyéb | Összesen        | Összesen |
| Klub             | Szezon           | Pályára lépések | Gólok     | Pályára lépések | Gólok | Pályára lépések | Gólok  | Pályára lépések | Gólok | Pályára lépések | Gólok    |
| ---------------- | ---------------- | --------------- | --------- | --------------- | ----- | --------------- | ------ | --------------- | ----- | --------------- | -------- |
| River Plate      | 2004–2005        | 4               | 0         | 0               | 0     | 0               | 0      | –               | –     | 4               | 0        |
| River Plate      | 2005–2006        | 14              | 5         | 0               | 0     | 4               | 2      | –               | –     | 18              | 7        |
| River Plate      | 2006–2007        | 17              | 8         | 0               | 0     | 2               | 0      | –               | –     | 19              | 8        |
| River Plate      | összesen         | 35              | 13        | 0               | 0     | 6               | 2      | 0               | 0     | 41              | 15       |
| 2006–2007        | 19               | 2               | 2         | 0               | 2     | 0               | –      | –               | 23    | 2               |          |
| 2006–2007        | 2007–2008        | 25              | 8         | 4               | 1     | 5               | 0      | –               | –     | 34              | 9        |
| 2006–2007        | 2008–2009        | 34              | 22        | 2               | 1     | 7               | 0      | 1               | 1     | 44              | 24       |
| 2006–2007        | 2009–2010        | 32              | 27        | 1               | 0     | 7               | 2      | –               | –     | 40              | 29       |
| 2006–2007        | 2010–2011        | 17              | 10        | 2               | 1     | 6               | 2      | –               | –     | 25              | 13       |
| 2006–2007        | 2011–2012        | 35              | 22        | 5               | 1     | 12              | 3      | 2               | 0     | 54              | 26       |
| 2006–2007        | 2012–2013        | 28              | 16        | 5               | 0     | 9               | 1      | 2               | 1     | 44              | 18       |
| 2006–2007        | összesen         | 190             | 107       | 21              | 4     | 48              | 8      | 5               | 2     | 264             | 121      |
| Napoli           | 2013–2014        | 32              | 17        | 5               | 2     | 9               | 5      | –               | –     | 46              | 24       |
| Napoli           | 2014–2015        | 37              | 18        | 4               | 1     | 16              | 8      | 1               | 2     | 58              | 29       |
| Napoli           | 2015–16          | 35              | 36        | 2               | 0     | 5               | 2      | –               | –     | 42              | 38       |
| Napoli           | összesen         | 104             | 71        | 11              | 3     | 30              | 15     | 1               | 2     | 146             | 91       |
| Juventus         | 2016–17          | 38              | 24        | 4               | 3     | 11              | 5      | 1               | 0     | 54              | 32       |
| Juventus         | 2017–18          | 32              | 16        | 3               | 2     | 10              | 5      | 1               | 0     | 46              | 23       |
| Juventus         | összesen         | 70              | 40        | 7               | 5     | 22              | 10     | 2               | 0     | 101             | 55       |
| karrier összesen | karrier összesen | 399             | 230       | 38              | 11    | 106             | 35     | 8               | 4     | 551             | 281      |

### Válogatott szinten
| Válogatott | Év | Mérkőzés | Gól |
| ---------- | -- | -------- | --- |
| Argentína  |    |          |     |
| 2009       | 3  | 1        |     |
| 2010       | 10 | 6        |     |
| 2011       | 9  | 5        |     |
| 2012       | 8  | 4        |     |
| 2013       | 5  | 4        |     |
| 2014       | 11 | 3        |     |
| 2015       | 8  | 2        |     |
| 2016       | 13 | 6        |     |
| 2017       | 1  | 0        |     |
| Összesen   | 68 | 31       |     |

2017. március 25-e szerint.

### Válogatott góljai
| #   | Dátum               | Helyszín                                                             | Ellenfél      | Gólja | Végeredmény   | Kiírás                           |
| --- | ------------------- | -------------------------------------------------------------------- | ------------- | ----- | ------------- | -------------------------------- |
| 1.  | 2009. október 10.   | Estadio Monumental Antonio Vespucio Liberti, Buenos Aires, Argentína | Peru          | 1–0   | 2–1           | 2010-es vb-selejtező             |
| 2.  | 2010. március 3.    | Allianz Aréna, München, Németország                                  | Németország   | 1–0   | 1–0           | Barátságos mérkőzés              |
| 3.  | 2010. június 17.    | Soccer City, Johannesburg, Dél-afrikai Köztársaság                   | Dél-Korea     | 2–0   | 4–1           | 2010-es labdarúgó-világbajnokság |
| 4.  | 2010. június 17.    | Soccer City, Johannesburg, Dél-afrikai Köztársaság                   | Dél-Korea     | 3–1   | 4–1           | 2010-es labdarúgó-világbajnokság |
| 5.  | 2010. június 17.    | Soccer City, Johannesburg, Dél-afrikai Köztársaság                   | Dél-Korea     | 4–1   | 4–1           | 2010-es labdarúgó-világbajnokság |
| 6.  | 2010. június 27.    | Soccer City, Johannesburg, Dél-afrikai Köztársaság                   | Mexikó        | 2–0   | 3–1           | 2010-es labdarúgó-világbajnokság |
| 7.  | 2010. szeptember 7. | Estadio Monumental Antonio Vespucio Liberti, Buenos Aires, Argentína | Spanyolország | 2–0   | 4–1           | Barátságos mérkőzés              |
| 8.  | 2011. július 7.     | Estadio Brigadier General Estanislao López, Santa Fé, Argentína,     | Uruguay       | 1–1   | 1–1 (t.: 4-5) | 2011-es Copa América             |
| 9.  | 2010. június 8.     | Bangabandhu Nemzeti Stadion, Dakka, Banglades                        | Nigéria       | 1–0   | 3–1           | Barátságos mérkőzés              |
| 10. | 2011. október 7.    | Estadio Monumental Antonio Vespucio Liberti, Buenos Aires, Argentína | Chile         | 1–0   | 4–1           | 2014-es vb-selejtező             |
| 11. | 2011. október 7.    | Estadio Monumental Antonio Vespucio Liberti, Buenos Aires, Argentína | Chile         | 3–0   | 4–1           | 2014-es vb-selejtező             |
| 12. | 2011. október 7.    | Estadio Monumental Antonio Vespucio Liberti, Buenos Aires, Argentína | Chile         | 4–1   | 4–1           | 2014-es vb-selejtező             |